# Abe Lenstra
Abe Lenstra, född 27 november 1920, död 2 september 1985 i Heerenveen, var en nederländsk fotbollsspelare. Lenstra är en legend i klubben SC Heerenveen där han gjorde 523 ligamål mellan 1936 och 1954. Klubbens arena, Abe Lenstra Stadion, är uppkallad efter honom.
För Nederländernas landslag gjorde Lenstra 33 mål på 47 landskamper, och var hela landets bäste målskytt 1958–1959, innan Faas Wilkes gick om honom.